# Чекињасти бор
Чекињасти бор (лат. Pinus longaeva), је зимзелено четинарско дрво из рода борова (Pinus). Енглески називи за ову врсту су Great Basin bristlecone pine, Intermountain pine или Western bristlecone pine.  Ова изузетно дуговечна врста потиче са највиших планина на југозападу САД. Једна је од три веома блиске врсте, познате као борови са чекињастим шишаркама. За једно стабло ове врсте верује се да је најстарији познати живи организам на Земљи настао генеративним путем. Ово стабло старо је 5075 година. Године 1987. проглашено је једним од државних симбола Неваде.

## Изглед
Чекињасти бор је дрво средње висине. Достиже висину 5 до 15 м и пречник дебла 2,5 до 3,6 м. Кора је светло наранџастожута, танка, љуспа се при основи дебла. Четине расту по пет из истог рукавца. Круте су, дужине 2,5 до 4 cm. С` лица су тамнозелене до плавозелене боје, са белим пругама стоминих отвора на наличју. Старост појединих четина процењује се чак на 45 година (Ewers & Schmid 1981).
Ово древно дрвеће често је квргаво и закржљало (посебно оно које расте на великим висинама) и има црвенкастосмеђу кору, избраздану дубоким пукотинама. како дрво стари, тако велики део његовог камбијума одумире. Код веома старих јединки често само уске траке живог ткива спајају корен са живим гранама.
Шишарке су овално цилиндричне, неотворене 5 до 10 cm дуге и 3 до 4 cm широке. Младе шишарке су зелене или пурпурне боје, док су зреле наранџасте и сјајне. Сазревају за 16 месеци. Фертилне љуспе су танке и крте, а на врху сваке се налази по једна чекињаста бодља дуга 2 до 5 mm. Семе испада чим се шишарке отворе. Семе је дуго око 5 mm са криоцем дугим 12 до 22 mm. Најчешће се расејава ветром, али га понекад разноси и једна врста птица из породице врана, у Америци позната као Clark's nutcracker.
- Мушки цветови
- Младе шишарке
- Одрасле шишарке
- Зреле, отворене шишарке

## Распрострањеност и екологија
Ареал врсте Pinus longaeva обухвата високе планине у државама Јута, Невада и источним деловима Калифорније (округе Моно и Инијо).
Pinus longaeva најчешће расте на великим отвореним површинама. Обично не формира густе склопове и покрива само 15-50% површине. Расте у заједници са другим врстама борова, дугоигличавом јелом, и сличним дуговечним врстама које расту на великим надморским висинама. Пионирска је врста и брзо расте на сиромашним теренима, док му богата земљишта не одговарају. Доминантна је врста на доломиту, на великим надморским висинама, где може расти само мали број биљних врста.
Врста је законом заштићена у бројним областима које су у власништву федералне владе САД. У овим областима забрањена је сеча и прикупљање дрвета.
Верује се да увезено гљивично обољење, познато као мехураста рђа белог бора (Cronartium ribicola) погађа поједина стабла. Врста је 1998. године стављена на Црвену листу IUCN и означена као "рањива", или угрожена. Међутим, истраживањима спроведеним 2011. године дошло се до закључка да је врста стабилна, без опадања броја јединки у популацији, као и да мехураста рђа белог бора има занемарљив утицај. Зато је премештена у категорију „Најмања брига” (Least Concern).

### Шумски пожари
Ово дрвеће је изузетно осетљиво на ватру и трпи оштећења чак и код ниског интензитета опекотина. Кора богата смолом је лако запаљива и ватра врло брзо уништава цело стабло. Међутим, бор Pinus longaeva је познат као изузетно отпорна пионирска врста која се опоравља брзо после пожара. С друге стране, на просторима где расте ова врста велики пожари су веома ретки и не угрожавају њену дуговечност.

## Старост
Старост једног примерка ове врсте, пронађеног 2012. године на Белим планинама (White Mountains) у Калифорнији, процењује се на 5.062 године. Ово је најстарије познато дрво у Северној Америци и најстарије познато дрво на планети, не рачунајући вегетативно размножен примерак европске смрче, назване „Old Tjikko”, пронађен у Шведској, чија се старост процењује на 9.550 година.
Претходно откривено најстарије стабло ове врсте такође је откривено на Белим планинама и његова старост се, на основу годова пребројаних на малом узорку сржи, процењује на 4.844 година. Локације ових древних стабала чувају се у тајности.
Најстарије дрвеће на Белим планинама расте на северним падинама. Његова просечна старост је око 2.000 година, за разлику од оног које расте на јужним падинама, чија је просечна старост око 1.000 година. Клима и трајност дрвета могу ова стабла сачувати дуго након смрти, па се тако једна поред других могу наћи мртва стабла, стара преко 7.000 година одмах поред живих јединки.